# Brauereigasthof Kuchlbauer

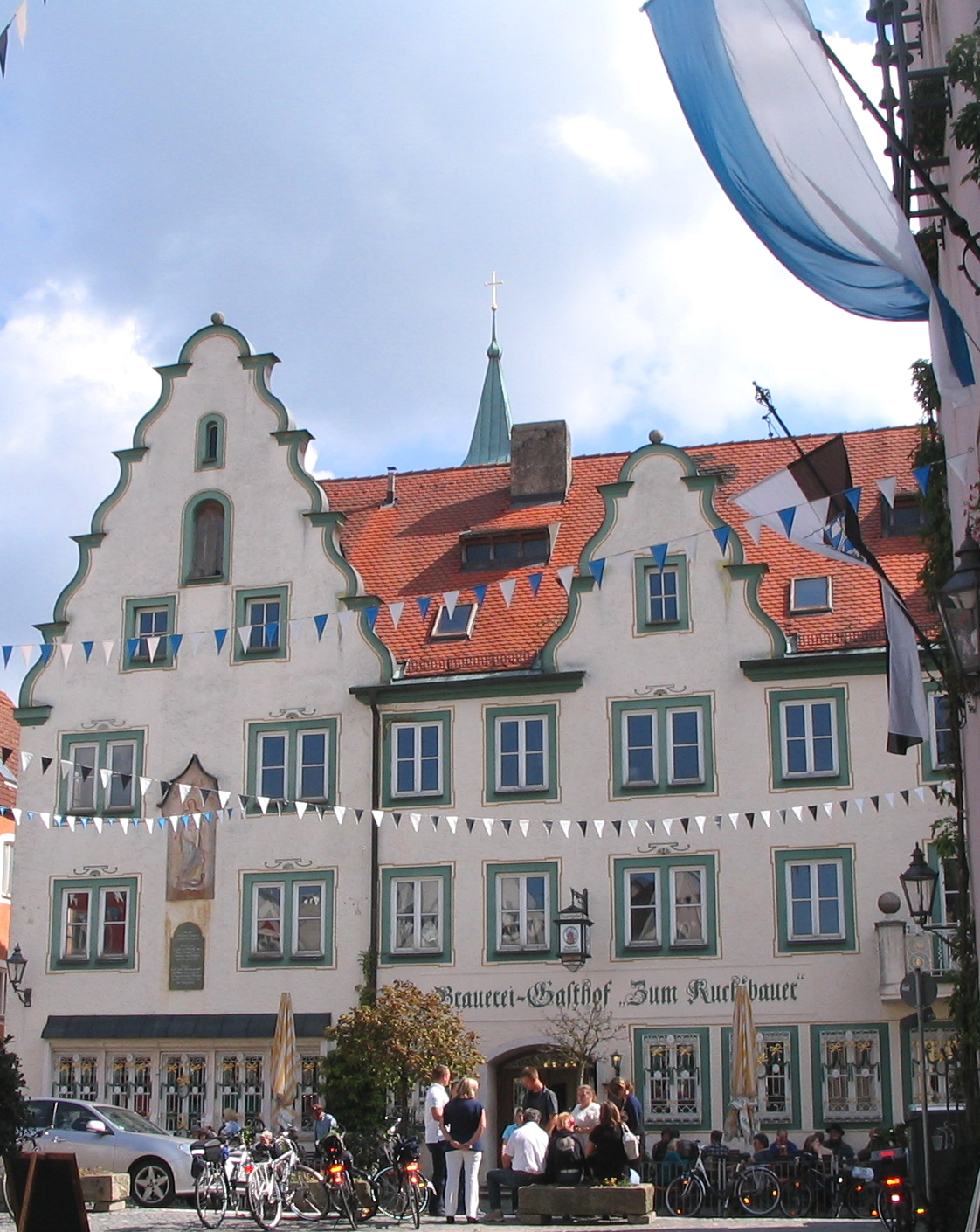
Brauereigasthof Kuchlbauer in Abensberg

Der Brauereigasthof Kuchlbauer ist ein geschütztes Baudenkmal  in Abensberg im niederbayerischen Landkreis Kelheim.
Ursprünglich befand sich hier am Stadtplatz 2 die Brauerei zum Kuchlbauer. Der langgestreckte Bau mit Zwerchgiebeln und anschließender ehemaliger Brauerei wurde von dem Regensburger Architekten Joseph Koch im Stil der Neurenaissance errichtet, nachdem der Vorgängerbau im Jahre 1904 einem Brand zum Opfer gefallen war.
Das spätgotische Rathaus und der Brauereigasthof Kuchlbauer dominieren den Marktplatz von Abensberg.
Der große Saal des Gasthofs wurde früher nicht nur als Theatersaal, sondern auch als erstes Abensberger Kino genutzt.